# Anaxagorea dolichocarpa
Anaxagorea dolichocarpa Sprague & Sandwith – gatunek rośliny z rodziny flaszowcowatych (Annonaceae Juss.). Występuje naturalnie w Kostaryce, Panamie, Kolumbii, Wenezueli, Gujanie, Surinamie, Gujanie Francuskiej, Ekwadorze, Peru, Boliwii oraz Brazylii (w stanach Acre, Amazonas, Amapá, Pará, Rondônia, Bahia, Paraíba, Pernambuco, Goiás, Espírito Santo, Minas Gerais i Rio de Janeiro). 

## Morfologia
PokrójZimozielone drzewo lub krzew dorastające do 2–20 m wysokości. Gałęzie mają kolor od pomarańczowoczerwonego do purpurowobrązowego. Młode pędy są owłosione.
LiścieMają eliptyczny kształt. Mierzą 8–20 cm długości oraz 2,2–6 cm szerokości. Są prawie skórzaste, owłosione od spodu. Nasada liścia jest ostrokątna. Liść na brzegu jest całobrzegi. Wierzchołek jest ostry lub spiczasty. Ogonek liściowy jest owłosiony i dorasta do 10–25 mm długości.
KwiatySą pojedyncze lub zebrane w pęczkach. Rozwijają się na pniach i gałęziach (kaulifloria). Działki kielicha mają owalny kształt i dorastają do 4–8 mm długości. Płatki zewnętrzne mają odwrotnie owalny kształt. Mają zielony kolor, później przebarwiając się na czerwono. Osiągają do 25–33 mm długości. Mają około 100 pręcików i 9–13 słupków.
OwoceOwłosione mieszki o zielonej lub żółtej barwie. Osiągają 1,5–8 mm długości oraz 0,5–1 mm średnicy.

## Biologia i ekologia
Rośnie w wilgotnych lasach podzwrotnikowych (częściowo zimozielonych). Występuje na wysokości do 1000 m n.p.m.